# Sante Marie
Sante Marie är en ort och kommun i provinsen L'Aquila i regionen Abruzzo i Italien. Kommunen hade 1 147 invånare (2018).